# Henri Stiellemans
 (novembre 2023).
Henri François Stiellemans (Bruxelles, 14 mars 1794 - 24 avril 1871) était un sénateur et bourgmestre belge.

## Biographie
Stiellemans était le fils d'Henri Stiellemans et de Marie-Catherine T'Serstevens.
Il épousa Pauline Deneck.
Il était propriétaire du Moulin de Weerde.
Il fut bourgmestre de Weerde, section de la commune de Zemst dans la province du Brabant flamand, de 1836 jusqu'à sa mort.
Il est sénateur libéral de l'arrondissement de Bruxelles, de 1847 à 1848 et de 1857 à 1870.